# Nello Ciaccheri
Nello Ciaccheri   (Bagno a Ripoli, 8 de setembre de 1893 - Florència, 26 de febrer de 1971) va ser un ciclista italià que va córrer durant la dècada de 1920. En el seu palmarès destaca el Giro de la Toscana de 1925 i Giro de la Província de Reggio de Calàbria de 1923 i 1926. El 1924 va prendre part en els Jocs Olímpics de París, on disputà dues proves del programa de ciclisme .

## Palmarès
- 1920
  - 1r a la Loro Ciuffenna
- 1922
  - 1r a la Copa Città di Milazzo
- 1923
  - 1r a la Coppa Caivano
  - 1r al Giro de la Província de Reggio de Calàbria i vencedor de 2 etapes
- 1924
  - 1r a la Coppa Cavaciocchi
  - 1r a la Milà-Módena
- 1925
  - 1r al Giro de la Toscana
- 1926
  - 1r a la Coppa Cavaciocchi
  - 1r al Giro de la Província de Reggio de Calàbria i vencedor de 3 etapes

### Resultats al Giro d'Itàlia
- 1925: 5è de la classificació general
- 1929: 26è de la classificació general